# Oreella mollis
Oreella mollis är en djurart som tillhör fylumet trögkrypare, och som beskrevs av Murray 1910. Oreella mollis ingår i släktet Oreella och familjen Oreellidae. Inga underarter finns listade i Catalogue of Life.